# Malvasia Bianca di Candia
La Malvasia Bianca di Candia è un vitigno a bacca bianca, di probabile origine greca (dal nome veneziano dell'isola di Creta), diffuso in maggior modo, nelle Marche, in Lazio nella zona dei Castelli Romani e Campania e, più limitatamente, in tutto il resto dell'Italia centro-meridionale; si distingue dalla Malvasia di Candia Aromatica per l’assenza di aromaticità nella bacca.
Questa malvasia è nettamente distinta da quella di Candia aromatica e infatti è definita a sapore semplice. Alcuni autori, come Mendola e di Rovasenda, la citano come malvasia rossa, non per il colore della bacca, ma per quello del germoglio. Successivamente, Molon e Marzotto la descrissero come malvasia bianca di Candia.
La fertilità e la forma del grappolo della malvasia bianca di Candia varia a seconda degli ambienti in cui viene coltivata. Si adatta ad ogni tipo di terreno e clima, purché sia caldo. È molto resistente ai parassiti e alle siccità estive. La foglia è grande, pentagonale, pentalobata o a volte trilobata, pagina inferiore aracnoidea, con nervature rosee; grappolo grande, conico, spesso alato, semi-spargolo; acino medio, rotondo, con buccia poco pruinosa, sottile, consistente e di colore giallo dorato con punteggiature marrone se i grappoli sono ben esposti al sole.